# 横沥河
横沥河又稱横沥，是中華人民共和國上海市嘉定區境內一條南北走向的河流，全长23.8公里，北至娄江，南接吴淞江。河流途徑娄塘镇、菊园新区、嘉定镇街道、远香湖区域、马陆镇以及南翔古猗园及南翔双塔。
明景泰五年（1454年），該河流被疏浚，這也是迄今已知該河流最早的一次疏浚。弘治至崇祯年间，該河流分段或全线疏浚11次。清顺治十八年（1661年）至清光绪三十年（1904年），該河流共疏浚24次。中華民国大陸時期分段疏浚4次。1950年至1980年分段疏浚7次。1973年，在横沥入浏河口建造套闸，當时为嘉定第一座套闸。
十四五期间，嘉定當局實施横沥河（嘉定镇街道嘉定环城河—嘉定新城伊宁路段，全长3.62公里）水岸文脉景观提升贯通工程，並於2024年4月完工。